# (33008) 1997 EU17
1997 إي يو 17 (ويعرف أيضًا باسم (33008) 1997 إي يو 17 وفق تسمية الكوكب الصغير) (بالإنجليزية: 1997 EU17)‏ هو كويكب ضمن حزام الكويكبات؛ وترتيبه 33008 من حيث الاكتشاف.
اكتُشف هذا الجُرم الفلكي بواسطة Kin Endate ‏ في 3 مارس 1997.

## وصلات خارجية
- (33008) 1997 EU17 في قاعدة بيانات مختبر الدفع النفاث لأجرام النظام الشمسي الصغيرة

- الاكتشاف · مخطط المدار ·  العناصر المدارية · المعلمات المادية

- (33008) 1997 EU17 على موقع ويكي سكاي: DSS2, SDSS, GALEX, IRAS, Hydrogen α, X-Ray, Astrophoto, Sky Map, Articles and images